# Gravbergsdalen
Gravbergsdalen este o arie protejată (arie specială de conservare — SAC, sit de importanță comunitară — SCI) din Suedia întinsă pe o suprafață de 9,5 ha, integral pe uscat.

## Localizare
Centrul sitului Gravbergsdalen este situat la coordonatele 60°02′23″N 15°25′31″E / 60.0397°N 15.4252°E.

## Înființare
Situl Gravbergsdalen a fost declarat sit de importanță comunitară în ianuarie 1998 pentru a proteja un număr necunoscut de specii din flora spontană și fauna sălbatică aflate în arealul zonei. Situl a fost protejat și ca arie specială de conservare în martie 2011.

## Biodiversitate
Situată în ecoregiunea boreală, aria protejată conține 1 habitat natural: Taiga vestică.
La baza desemnării sitului se află un număr nedeclarat de specii protejate.